# Алшихово
Алши́хово (рос. Алшихово, чув. Алшик) — селище у складі Ібресинського району Чувашії, Росія. Входить до складу Климовського сільського поселення.
Населення — 29 осіб (2010; 30 у 2002).
Національний склад:
- чуваші — 93 %